# زرنيخيد الإنديوم والغاليوم

زرنيخيد الإنديوم والغاليوم (InGaAs) هو شبه موصل يتألف من الإنديوم والغاليوم والزرنيخ.
تستعمل في الإلكترونيات عالية التواتر ، وذلك نظراً لسرعة الإلكترون الفائقة مقارنة مع غيرها من أشباه الموصلات.